# مانسوئه
مانسوئه (به ایتالیایی: Mansuè) یک کومونه در ایتالیا است که در استان ترویزو واقع شده‌است.

## خصوصیات
مانسوئه ۲۶٫۹ کیلومترمربع مساحت و ۴٬۴۲۶ نفر جمعیت دارد.